# Imelda Chiappa
Imelda Chiappa, née le 10 mai 1966 à Sotto il Monte Giovanni XXIII dans la province de Bergame en Lombardie, est une coureuse cycliste italienne.

## Biographie
Imelda Chiappa a notamment été médaillée d'argent de la course en ligne aux Jeux olympiques de 1996, et championne d'Italie sur route en 1993 et 1997 et du contre-la-montre en 1995.

## Palmarès
- 1985
  - 3e du Tour de l'Aude cycliste féminin
  - 4e du Tour de France féminin
- 1987
  - GP Brissago
  - 2e du Tour de Colombie
  -  Médaillée de bronze du championnat du monde du contre-la-montre par équipes
- 1988
  - 5e du Tour de France féminin
- 1989
  - 3e étape du Tour d'Italie
- 1990
  - 3e du championnat d'Italie sur route
  - 10e du championnat du monde sur route
- 1991
  - 2e du Tour de Murcie
- 1993
  -  Championne d'Italie sur route
  - 3e du Tour d'Italie
- 1994
  - Tour du Trentin-Haut-Adige-Tyrol-du-Sud
  - 6e et 7e étapes du Tour d'Italie
  - 5e du championnat du monde sur route
  - 9e du championnat du monde du contre-la-montre
- 1995
  -  Championne d'Italie du contre-la-montre
  - Mémorial Michela Fanini
  - 2e du Tour de Piave
  - 5e du Tour d'Italie
- 1996
  -  Médaillée d'argent de la course en ligne aux Jeux olympiques
  - 5e étape du Tour du Portugal
  - 3e, 6e et 11e étapes du Tour d'Italie
  - 2e du championnat d'Italie sur route
  - 2e du championnat d'Italie du contre-la-montre
  - 3e du Tour d'Italie
  - 8e du contre-la-montre aux Jeux olympiques
- 1997
  -  Championne d'Italie sur route
  - 3e étape du Tour de Toscane féminin-Mémorial Michela Fanini
  - Tour de Toscane féminin-Mémorial Michela Fanini
  - 3e du Trofeo Citta di Schio
  - 5e du Tour d'Italie
- 1998
  - 4e étape du Tour de Toscane féminin-Mémorial Michela Fanini
  - 3e du Chrono champenois

## Grand Tour

### Tour d'Italie
7 Participations : 
- 1989: 5e et vainqueure de la 3e étape
- 1993: 3e
- 1994: 8e,  vainqueure du classement par points et des 4e et 5e étapes
- 1995: 5e
- 1996: 3e,  vainqueure du classement par points et vainqueure des 3e, 6e et 10e étapes
- 1997: 5e
- 1998: 10e